# Ruta Nacional 118 (Argentina)
La Ruta Nacional 118 es una carretera argentina pavimentada, que se encuentra en el noroeste de la provincia de Corrientes. Se extiende desde la intersección de la Ruta Nacional 12 y la Ruta Provincial 27, hasta el paraje Vallejos Cué, también sobre la misma ruta nacional, en un recorrido de 196 km.

## Ciudades
Las ciudades y pueblos por los que pasa esta ruta de sudoeste a noreste son las siguientes (los pueblos con menos de 5.000 habitantes figuran en itálica).

### Provincia de Corrientes
Recorrido: 196 km (kilómetro 0 a 196).
- Departamento Saladas: Saladas (kilómetro 5).
- Departamento San Roque: no hay localidades de más de 5000 hab.
- Departamento Concepción: Santa Rosa (km 63) y acceso a Concepción (km 67).
- Departamento San Miguel: San Miguel (km 127) y Loreto (km 167).

## Historia
Este camino fue construido por la Provincia de Corrientes como Ruta Provincial 17. El Decreto Provincial 501 del año 1970 publicado en el Boletín Oficial el 16 de abril de 1970 le impuso el nombre de Ruta Juan Bautista Cabral, por pasar esta carretera por su ciudad natal, Saladas.
El 30 de mayo de 1974 la Dirección Nacional de Vialidad y su par correntina convinieron el traspaso del camino a jurisdicción nacional, cambiando su nombre a Ruta Nacional 117.
El Decreto Nacional 1595 del año 1979
prescribió que este camino pasara a jurisdicción de la provincia de Corrientes. El 17 de julio de 1980 ambas vialidades firmaron el convenio por el que la ruta regresaba a la provincia, volviendo a su anterior denominación. Mientras Vialidad Provincial estaba ejecutando la obra de pavimentación de este camino desde la intersección con la Ruta Provincial 5 cerca de la localidad de San Miguel hacia el noreste, la Dirección Nacional de Vialidad y el gobierno provincial firmaron un convenio el 15 de septiembre de 1988 por el que la ruta pasaría a jurisdicción nacional. Este convenio fue ratificado mediante el Decreto Nacional 1715 del mismo año, por lo que se dejó sin efecto la transferencia realizada por el decreto anterior, con lo que este camino pasa a ser la Ruta Nacional 118, ya que la denominación Ruta Nacional 117 se había usado para otra carretera en las proximidades de Paso de los Libres en el sudeste de la provincia.